# 四公镇
四公镇，原为四公乡，是中华人民共和国四川省眉山市仁寿县曾经下辖的一个镇。2019年12月，撤销四公镇，将其所属行政区域划归汪洋镇管辖。

## 行政区划
四公镇撤销前下辖以下地区：
群策村、三洞村、联系村、灯山村、双桥村、华宁村、永胜村和檬刺村。